# Umber View Heights
Umber View Heights è un villaggio degli Stati Uniti d'America, situato nello Stato del Missouri, nella contea di Cedar.